# Josyp Kryž
Josyp Kryž (maďarsky Krizs József, ukrajinsky Йосип Криж; ? – ? Budapešť), uváděný také jako Josif Križ, byl rusínský fotbalový útočník. Jeho mladší bratr Pavlo Kryž byl rovněž prvoligovým fotbalistou.
Po skončení aktivní kariéry působil jako trenér a fotbalový funkcionář. Zemřel v Budapešti.

## Hráčská kariéra
V československé lize hrál za SK Rusj Užhorod a dal 6 ligových gólů. Byl kapitánem SK Rusj Užhorod. Dvojnásobný mistr Slovenska (1933, 1936). Fotbalovou kariéru ukončil v roce 1941.

### Prvoligová bilance
| Ročník              | Zápasy | Góly | Minuty | Klub            |
| ------------------- | ------ | ---- | ------ | --------------- |
| Státní liga 1936/37 | 21     | 6    | 1 890  | SK Rusj Užhorod |
| CELKEM              | 21     | 6    | 1 890  |                 |